# José Acevedo (pintor)
José Acevedo fue un pintor español.

## Biografía
Natural de Castropol, cursó estudios independientes en la madrileña Real Academia de San Fernando.
Presentó en la Exposición Nacional de Bellas Artes de 1860 la obra Un niño aguador, contemplando con tristeza el botijo que se le ha roto.
Fue miembro de la Sociedad Protectora de Bellas Artes, ante la que presentó un boceto realizado con luz artificial y titulado La sorpresa. Colaboró con Antonio Rotondo en su Historia del Real monasterio de San Lorenzo, comúnmente llamado del Escorial, para la que elaboró algunas litografías.